# Titularbistum Hierissus
Hierissus (ital.:  Gerisso) ist ein Titularbistum der römisch-katholischen Kirche.
Es geht zurück auf das ehemalige Bistum des nordgriechischen Orts Ierissos und gehörte der Kirchenprovinz Thessaloniki an.
| Titularbischöfe von Hierissus |                                 |                                                                                             |                |                   |
| Nr.                           | Name                            | Amt                                                                                         | von            | bis               |
| 1                             | Giuseppe Antonio Caruso         | emeritierter Bischof von Oppido Mamertina (Italien)                                         | 1928           | 3. Januar 1930    |
| 2                             | Teodoro Eugenín Barrientos SSCC | Apostolischer Administrator von Valdivia Bischof des Chilenischen Militärordinariat (Chile) | 10. April 1931 | 24. Dezember 1974 |